# 烏帕塔爾懸空纜車

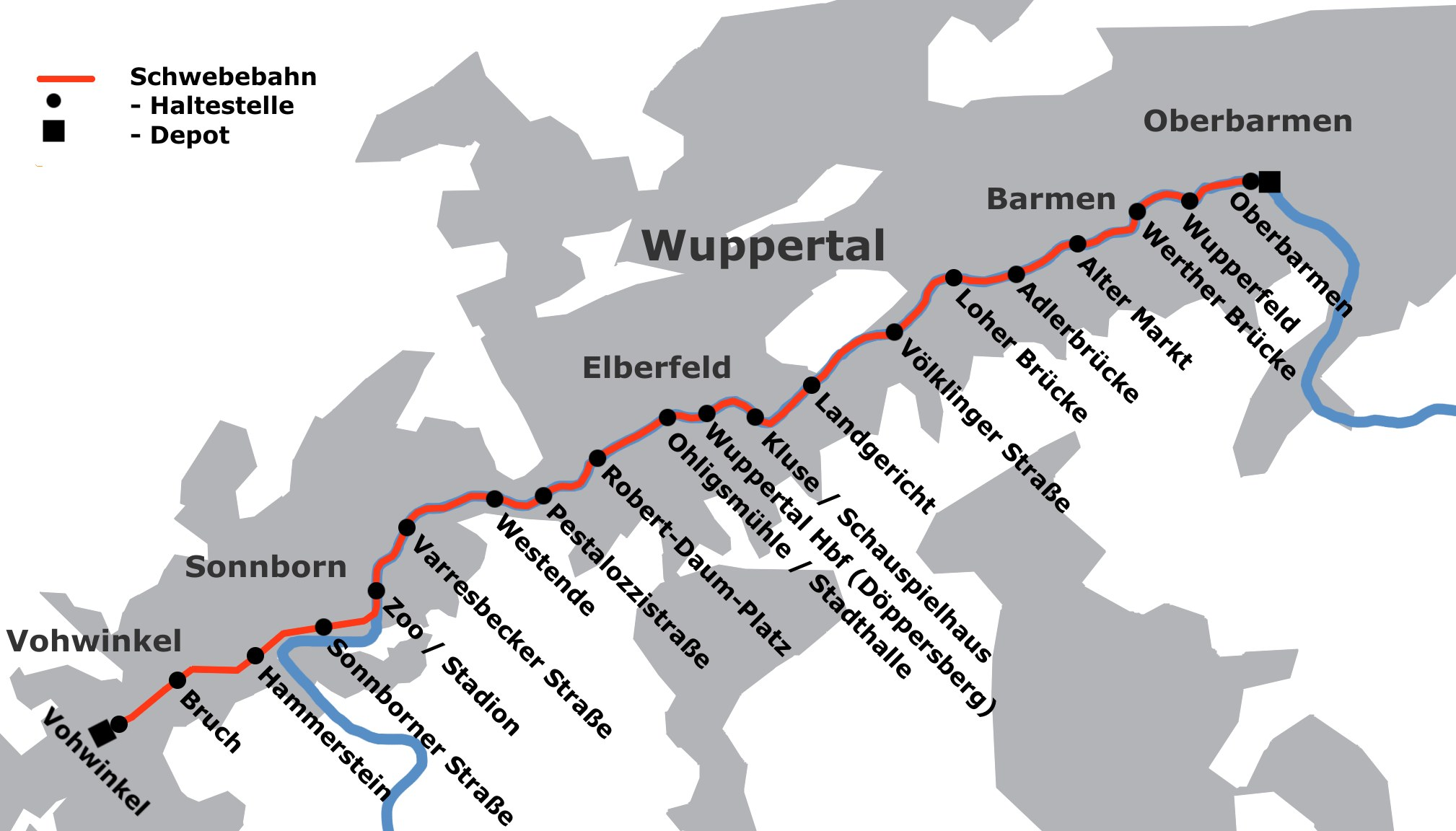
烏帕塔爾懸空纜車路線圖（按地型）

51°16′1.52″N 7°10′53.13″E / 51.2670889°N 7.1814250°E
烏帕塔爾懸空纜車，是一条位于德国烏帕塔爾的悬挂式单轨铁路，簡稱「Schwebebahn」，是一個德語複合名詞。「Schwebe」本身解作「懸掛在空中」、「Bahn」就是火車或路軌的意思，合併起來就是「懸掛式鐵路／火車」的意思，又稱為「歐根·朗根」系统（Anlage einer elektrischen Hochbahn (Schwebebahn), System Eugen Langen）。此為世界上最老的电气高架悬挂式单轨铁路。

## 历史
由歐根·朗根設計的系統，本來打算出售予柏林使用，最終卻應用在來往巴文（Barmen）、伍伯菲爾德（Elberfeld）和科溫克（Vohwinkel）間。整個系统在1897年至1903年之间興建，第一段轨道于1901年开通。烏帕塔爾懸空纜車統至今仍作為烏帕塔爾市民及遊客的日常交通公具，每年客运量为約2000万人次（2019年数据）。
烏帕塔爾懸空纜車全長13.3（8.3英里），其中上巴文至接近桑波納街前的10或6.2英里的路段位於伍珀河上方12（39英尺）处，桑波納街至科溫克之間的3.3公里高架路段則建於桑波納街（Sonnborner Straße）、歐根朗根街（Eugen-Langen-Straße）和國王街（Kaiserstraße）的路面上方，而桑波納街與漢默斯坦間更會跨過德国46號高速公路及德国535號高速公路、即桑波納交匯處。全程需時30分鐘。全路段均接受由萊茵－魯爾運輸聯盟（簡稱「VRR」）系统內任何一間公司所出售的車票。
烏帕塔爾懸空纜車曾一度自1943年遭到盟軍的空襲而摧毀，直到1946年才重新通車
2018年9月，與日本的湘南單軌電車締結為姊妹合作公司。

## 技术
- 悬挂部位的细节，車輪和牽引馬達
- 1900年曾被威廉二世乘坐過的「Kaiserwagen」

车厢悬挂于支撑钢梁下的一条单轨上，以DC600伏驱动的电机驱动车厢上方的轮子，电力来源于另外一条铁轨。
支撑钢梁和钢轨由486根支柱和桥段支撑。两端的终点站同时作为车厂和調頭使用。
2019年8月起，全線均採用2015年起生產的「Generation 15」列車，共31列。電壓亦由600V提昇至750V。可容納45個座位及96個企位，新列車亦加設了方便輪椅使用者的斜板，設置於駕駛室後的車門（即第一道車門），全車均設有空調，並採用LED燈光，車速最高可達65km/h（但法例上只容許最高速度為60km/h）。過往則一直採用1970年代制造的27组2节编组的车辆投入运营。每节车厢为24公尺长，有4个门，48个座位，以及供130名乘客站立的空间。最高时速为60km/h，平均旅速为 27 km/h。
營運中有一輛Kaiserwagen (皇帝专用车)，是当年威廉二世于1900年10月24日试乘时坐过的车厢。是現存車隊中唯一一列仍然投入服務的古董列車。現時主要用作租貸、包廂服務。

## 事故
- 2008年8月5日一列GTW72系列車於靠近漢默斯坦站（Hammerstein）與升降臂相撞
- 1999年4月12日靠近羅伯特道姆廣場站（Robert-Daum-Platz）發生的列車撞到障礙物後脫軌下墜事件

1917年1月15日
Oberbarmen 和 Wupperfeld 站之间一列车与另外一列计划外停车的列车相撞，导致被撞列车的后一节车厢脱轨，两人受轻伤。之后为列车安装了使脱轨几乎不可能发生的安全装置。
1950年7月21日
Althoff 马戏团组织了一场公开活动，将一头小象於舊市場站（Alter Markt）放上了列车。当小象在列车里来回乱撞时，小象从列车裏跌出，掉入伍珀河中。事件令那头小象、两名记者、以及一名乘客受了轻伤。受伤的小象后来被命名为Tuffi，为意大利语中“跳水”的意思。公司和马戏团的負責人后来都被罚款。
1968年9月11日
一辆卡车撞上一根支柱，导致一段铁轨掉落。当时区间内没有列车，之后促使管理者将支柱落地处装上混凝土墙。
1997年3月25日
技术故障导致两列车于 Oberbarmen 站追撞，相撞的是一列工程车和皇帝专用车。14人受伤，不过没有列车出轨。
1999年4月12日
發生了有史以來唯一一次造成了有人死亡的意外，一列東行列車（GTW72型編號04列車）在羅伯特道姆廣場站附近踫撞到一個遺留在路軌上，重約100公斤的铁爪，導致列車脫軌並由12米高處掉入伍珀河中，兩旁承托路軌的支架及下方的跨河行人步橋也被扯歪及壓毀，最終導致5人死亡，事故共花了3天3夜的打撈工作，亦令到全線須停駛8周後才得以恢復營運。事故所造成的損失約達800萬德國馬克左右。事故起因在於營運前的深夜，有工人在該段路軌上進行维修，懷疑工作完成後，未有將掛在路軌上的鐵爪除去，導致當列車開始營運時，司機未有察覺路軌上有異樣。後來在進行司法程序時，确认了事故不是由於系统的技术故障所導致，而是基於工人的粗心大意才发生，屬人為因素；當時工人在列车开出车库后的10分钟内就慌忙离开工地，而工地監督也未有履行應有的責任。結果，烏帕塔爾地方法院裁定負責當晚工程的負責人、負責路軌的工程監督及負責當晚作業的技術監督均因5項过失杀人罪和37項过失導致他人伤害罪被判罪成，其中負責當晚工程的負責人被判罰款，負責路軌的工程監督被判入獄8個月，而負責作業時的技術監督則被判入獄1年8個月。但是，兩名監督都獲得了緩刑。至於其餘被起訴人士則獲判無罪。
2008年8月5日
位於布魯赫站（Bruch）及漢默斯坦站之間的國王街（Kaiserstraße）路面上，一輛卡車上的升降臂撞到了一列正在行駛的列車（GTW72型編號24列車），導致駕駛室的地板被割開一條長10公尺的裂痕。卡车司机受重伤，列车司机和一些乘客亦因为受到了腦震盪而需送院，是次意外導致了約為100,000歐羅的損失。
2013年10月17日
一段長約100米长的供電軌落德國聯邦公路7號路面上，壓壞了一些駛經的汽車，道路需要即時封閉。附近一列將要駛近的列車（GTW72型編號22列車）亦因滯留於路軌上，無法駛至最近車站及疏散車內約70名乘客，要由消防員動用雲梯把乘客由車廂內救回地面，無人受傷。列車的駕駛室外圍亦被鬆脫的路軌配件擊中，然而破壞尚算輕微。
2018年11月8日
一名駕駛員報告在佛萊士貝克街站（Varresbecker Straße）與動物園／球場站（Zoo/Stadion）之間的一段路軌有鬆脫跡像，路軌出現下垂的狀況，8分鐘後，全段路線暫停營運，正當維修人員到達及視察時，該段長350公尺的路軌突然鬆脫（最初報導為120-150公尺）跌落路面上，差點擊中一輛駛經至該處的私家車，事後公司緊急檢查整條路軌的接駁位，路基及其他保養事宜，導致整條路軌中止營運了9個月，至2019年8月1日才恢復運輸。

## 外部連結
- 官方网站
- WSW Mobility （页面存档备份，存于）